# Выгран, Владимир Николаевич
Влади́мир Никола́евич Выгран (7 апреля 1889 — 23 июня 1983, Сан-Франциско, Калифорния) — русский офицер, подполковник, участник Первой мировой и Гражданской войн, генерал-майор Русской армии Врангеля. Эмигрант. Последний из живших белый генерал.

## Биография

### Юность
Православный. Из потомственных дворян Таврической губернии. Сын генерал-лейтенанта Выграна Николая Ивановича.
Окончил Полоцкий кадетский корпус (1907) и Елисаветградское кавалерийское училище (1910).

### Первая мировая война
Из училища был распределён в 9-й Уланский Бугский полк.

Во время Первой мировой войны участвовал почти во всех боях этого полка. Дважды ранен. Награждён Георгиевским оружием. В конце войны — ротмистр, затем — подполковник. В конце 1917 года собрал большинство наличных офицеров 9-й кавалерийской дивизии и прибыл с ними в Добровольческую армию.

### Гражданская война
В 1918 году сформировал сводный полк 9-й кавалерийской дивизии, которым командовал с июня 1919 года по февраль 1920 года. Приказом от 2 июля 1919 года утверждён командиром Сводного полка 9-й кавалерийской дивизии. Полковник.
В начале 1920 года в Крыму полк был развёрнут в 9-ю кавалерийскую дивизию, участвовавшую в отражении наступления 13-й Красной армии на Перекопе в феврале-апреле 1920 года. За боевые отличия произведён в генерал-майоры генералом П. Н. Врангелем, а понёсшая большие потери 9-я кавалерийская дивизия была сведена в 6-й кавалерийский полк.
После излечения от ранения летом 1920 года назначен командиром бригады, а осенью — командующим 1-й конной дивизии. После эвакуации из Крыма оказался в Галлиполи, где был вновь назначен командиром 1-й бригады сводной кавалерийской дивизии.
За годы Гражданской войны под В. Н. Выграном было убито восемнадцать лошадей. Он несколько раз был тяжело ранен. Потерял глаз.

### На Сербской службе
С переездом в Королевство СХС находился на должности инспектора русского состава пограничной стражи Королевства. Участвовал в деятельности РОВСа.
В 1938 года начальник 4-го отдела РОВСа назначил его на почетную должность начальника кадров кавалерийской дивизии. Активно участвовал в деятельности Союза русских военных инвалидов. Состоял последовательно председателем отдела этого союза в Скопье, в Югославии, в Австрии, а после Второй мировой войны — во Франции и в Сан-Франциско (Комитет помощи русским военный инвалидам), куда он переехал в 1950 году.

### Смерть
До самой смерти оставался членом РОВС. Похоронен на Сербском кладбище в Колме (пригород Сан-Франциско).

## Семья
Отец Выгран, Николай Иванович (1857- ?)— генерал-лейтенант армии и пограничной стражи.
Брат Александр (1881—1918) — полковник Русской императорской армии, георгиевский кавалер, убит в Евпатории в феврале 1918 года в дни установления советской власти.

## Награды
- Золотое оружие Высочайшее повеление от 08.11.1916